# کوساریگاما

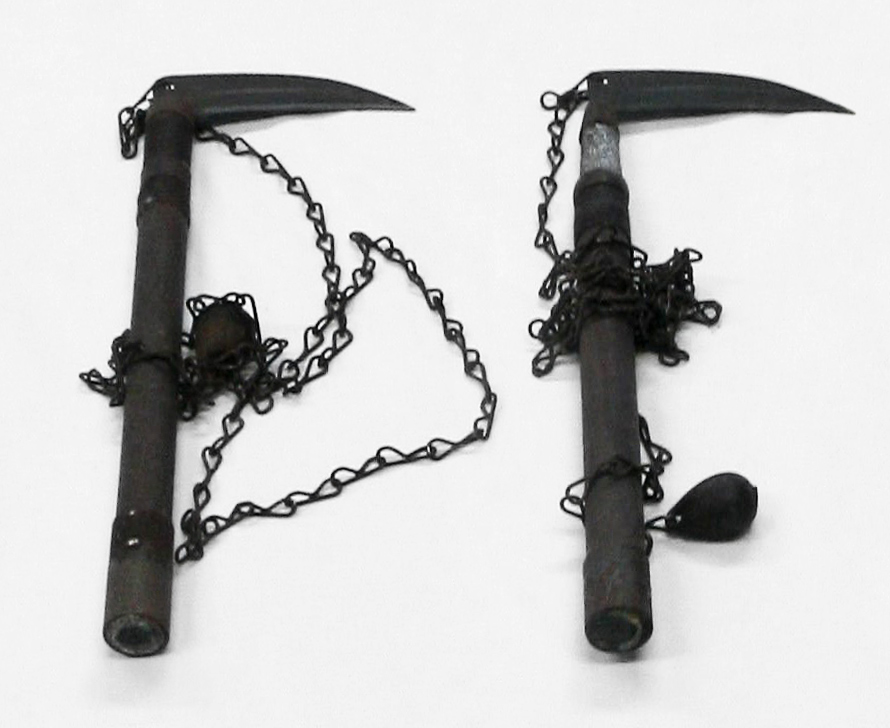
کوساریگاما

کوساریگاما (به ژاپنی: 鎖鎌 Kusarigama)، یک جنگ‌افزار یا سلاح سنتی ژاپنی است که از یک کاما کاما (جنگ‌افزار) (به معادل داس) روی کوساری-فوندو - نوعی زنجیر فلزی (کوساری) با وزنه آهنی سنگین (فوندو) در انتها است. گفته می‌شود که کوساریگاما در دوره موروماچی توسعه یافته است. هنر به کار بردن این ابزار  کوساریگاماجوتسو نامیده می‌شود.